# Papa Calisto II
Calisto II, nascido Guido de Vienne ou Guido da Borgonha (Quingey, ca. 1060 — Roma, 13 de dezembro de 1124), foi o 162º Papa, tendo governado a Igreja Católica entre 1119 e o ano de seu falecimento.

## Vida
Era filho do conde da Borgonha Guilherme I e de Estefânia de Longwy-Metz.
Foi feito arcebispo de Vienne em 1088, antes de ter sido eleito Papa em 1119, num conclave reunido em Cluny. Resolveu a questão das investiduras por meio da Concordata de Worms (23 de setembro de 1222), e convocou o Concílio de Latrão I (1123). Calisto II morreu em 13 de dezembro de 1124.
Era trineto do rei Adalberto da Itália e primo do último rei da Itália, Arduino D´Ivrea, que foi pai dos príncipes e condes soberanos no Canavese Guido di San Martino, Reghino di Valperga e Ottone di Castellamonte.
| Papa Callisto II | Pai: Guilherme I, conde da Borgonha | Avô paterno: Reinaldo I de Borgonha | Bisavô paterno: Otão-Guilherme da Borgonha | Trisavô paterno: Adalberto da Itália               |
| Papa Callisto II | Pai: Guilherme I, conde da Borgonha | Avô paterno: Reinaldo I de Borgonha | Bisavô paterno: Otão-Guilherme da Borgonha | Trisavó paterna: Gerberga di Châlon                |
| Papa Callisto II | Pai: Guilherme I, conde da Borgonha | Avô paterno: Reinaldo I de Borgonha | Bisavó paterna: Ermetrude di Roucy         | Trisavô paterno: Conte Ragenold di Roucy           |
| Papa Callisto II | Pai: Guilherme I, conde da Borgonha | Avô paterno: Reinaldo I de Borgonha | Bisavó paterna: Ermetrude di Roucy         | Trisavó paterna: Alberade di Lorena                |
| Papa Callisto II | Pai: Guilherme I, conde da Borgonha | Avó paterna: Alice di Normandia     | Bisavô paterno: Ricardo II da Normandia    | Trisavô paterno: Ricardo I da Normandia            |
| Papa Callisto II | Pai: Guilherme I, conde da Borgonha | Avó paterna: Alice di Normandia     | Bisavô paterno: Ricardo II da Normandia    | Trisavó paterna: Gunora de Crépon                  |
| Papa Callisto II | Pai: Guilherme I, conde da Borgonha | Avó paterna: Alice di Normandia     | Bisavó paterna: Giuditta di Bretagna       | Trisavô paterno: Conan I de Rennes                 |
| Papa Callisto II | Pai: Guilherme I, conde da Borgonha | Avó paterna: Alice di Normandia     | Bisavó paterna: Giuditta di Bretagna       | Trisavó paterna: Ermengarda d'Angiò                |
| Papa Callisto II | Mãe: Stefania di Longwy             | Avô materno: Adalberto da Lorena    | Bisavô materno: Gerardo I di Bouzonville   | Trisavô materno: Alberto d'Alsazia                 |
| Papa Callisto II | Mãe: Stefania di Longwy             | Avô materno: Adalberto da Lorena    | Bisavô materno: Gerardo I di Bouzonville   | Trisavó materna: Giuditta d'Alsazia                |
| Papa Callisto II | Mãe: Stefania di Longwy             | Avô materno: Adalberto da Lorena    | Bisavó materna: Gisela di Lotaringia       | Trisavô materno: Teodorico I, Duque da Alta Lorena |
| Papa Callisto II | Mãe: Stefania di Longwy             | Avô materno: Adalberto da Lorena    | Bisavó materna: Gisela di Lotaringia       | Trisavó materna: Riquilda de Bliesgau              |
| Papa Callisto II | Mãe: Stefania di Longwy             | Avó materna: Clemenza di Foix       | Bisavô materno: Bernardo I di Foix         | Trisavô materno: Ruggiero I di Carcassonne         |
| Papa Callisto II | Mãe: Stefania di Longwy             | Avó materna: Clemenza di Foix       | Bisavô materno: Bernardo I di Foix         | Trisavó materna: Adélaïde di Rouergue              |
| Papa Callisto II | Mãe: Stefania di Longwy             | Avó materna: Clemenza di Foix       | Bisavó materna: Garsenda de Bigorre        | Trisavô materno: Garcia Arnau de Bigorre           |
| Papa Callisto II | Mãe: Stefania di Longwy             | Avó materna: Clemenza di Foix       | Bisavó materna: Garsenda de Bigorre        | Trisavó materna: Ricarda d'Astarac                 |